# Премія Гільдії кіноакторів США за найкращу чоловічу роль
Премія Гільдії кіноакторів США за найкращу чоловічу роль — премія, що входить до нагороди Гільдії акторів США. Вручається з моменту створення премії, з 1995 року.

## Лауреати та номінанти
Тут наведено повний список номінантів.
| Лауреати — виділені окремим кольором. |

### 1990-ті
| Рік  | Ном. | Фотографії лауреатів                                  | Лауреати та номінанти                         |
| ---- | ---- | ----------------------------------------------------- | --------------------------------------------- |
| 1995 | 1-а  |                                                       | • Том Генкс — фільм «Форрест Гамп»            |
| 1995 | 1-а  | • Морган Фрімен — фільм «Втеча з Шоушенка»            |                                               |
| 1995 | 1-а  | • Пол Ньюман — фільм «Без дурнів»                     |                                               |
| 1995 | 1-а  | • Тім Роббінс — фільм «Втеча з Шоушенка»              |                                               |
| 1995 | 1-а  | • Джон Траволта — фільм «Кримінальне чтиво»           |                                               |
| 1996 | 2-а  |                                                       | • Ніколас Кейдж — фільм «Покидаючи Лас-Вегас» |
| 1996 | 2-а  | • Ентоні Гопкінс — фільм «Ніксон»                     |                                               |
| 1996 | 2-а  | • Джеймс Ерл Джонс — фільм «Cry, the Beloved Country» |                                               |
| 1996 | 2-а  | • Шон Пенн — фільм «Мрець іде»                        |                                               |
| 1996 | 2-а  | • Массімо Троїзі — фільм «Листоноша»                  |                                               |
| 1997 | 3-я  |                                                       | • Джеффрі Раш — фільм «Блиск»                 |
| 1997 | 3-я  | • Том Круз — фільм «Джеррі Магуайер»                  |                                               |
| 1997 | 3-я  | • Ральф Файнс — фільм «Англійський пацієнт»           |                                               |
| 1997 | 3-я  | • Вуді Гаррельсон — фільм «Народ проти Ларрі Флінта»  |                                               |
| 1997 | 3-я  | • Біллі Боб Торнтон — фільм «Простий план»            |                                               |
| 1998 | 4-а  |                                                       | • Джек Ніколсон — фільм «Краще не буває»      |
| 1998 | 4-а  | • Метт Деймон — фільм «Розумник Вілл Гантінґ»         |                                               |
| 1998 | 4-а  | • Роберт Дюваль — фільм «Апостол»                     |                                               |
| 1998 | 4-а  | • Пітер Фонда — фільм «Золото Улі»                    |                                               |
| 1998 | 4-а  | • Дастін Гоффман — фільм «Хвіст крутить собакою»      |                                               |
| 1999 | 5-а  |                                                       | • Роберто Беніньї — фільм «Життя прекрасне»   |
| 1999 | 5-а  | • Джозеф Файнс — фільм «Закоханий Шекспір»            |                                               |
| 1999 | 5-а  | • Том Генкс — фільм «Врятувати рядового Раяна»        |                                               |
| 1999 | 5-а  | • Єн Маккеллен — фільм «Боги та монстри»              |                                               |
| 1999 | 5-а  | • Нік Нолті — фільм «Скорбота»                        |                                               |

### 2000–ні
| Рік  | Ном. | Фотографії лауреатів                                       | Лауреати та номінанти                                                       |
| ---- | ---- | ---------------------------------------------------------- | --------------------------------------------------------------------------- |
| 2000 | 6-а  |                                                            | • Кевін Спейсі — фільм «Краса по-американськи»                              |
| 2000 | 6-а  | • Джим Керрі — фільм «Людина на Місяці»                    |                                                                             |
| 2000 | 6-а  | • Рассел Кроу — фільм «Своя людина»                        |                                                                             |
| 2000 | 6-а  | • Філіп Сеймур Гоффман — фільм «Бездоганні»                |                                                                             |
| 2000 | 6-а  | • Дензел Вашингтон — фільм «Ураган»                        |                                                                             |
| 2001 | 7-а  |                                                            | • Бенісіо дель Торо — фільм «Трафік»                                        |
| 2001 | 7-а  | • Джеймі Белл — фільм «Біллі Елліот»                       |                                                                             |
| 2001 | 7-а  | • Рассел Кроу — фільм «Гладіатор»                          |                                                                             |
| 2001 | 7-а  | • Том Генкс — фільм «Ізгой»                                |                                                                             |
| 2001 | 7-а  | • Джеффрі Раш — фільм «Перо маркіза де Сада»               |                                                                             |
| 2002 | 8-а  |                                                            | • Рассел Кроу — фільм «Ігри розуму»                                         |
| 2002 | 8-а  | • Кевін Клайн — фільм «Життя як будинок»                   |                                                                             |
| 2002 | 8-а  | • Шон Пенн — фільм «Я — Сем»                               |                                                                             |
| 2002 | 8-а  | • Дензел Вашингтон — фільм «Тренувальний день»             |                                                                             |
| 2002 | 8-а  | • Том Вілкінсон — фільм «У спальні»                        |                                                                             |
| 2003 | 9-а  |                                                            | • Деніел Дей-Льюїс — фільм «Банди Нью-Йорка»                                |
| 2003 | 9-а  | • Едрієн Броді — фільм «Піаніст»                           |                                                                             |
| 2003 | 9-а  | • Ніколас Кейдж — фільм «Адаптація»                        |                                                                             |
| 2003 | 9-а  | • Річард Гір — фільм «Чикаго»                              |                                                                             |
| 2003 | 9-а  | • Джек Ніколсон — фільм «Про Шмідта»                       |                                                                             |
| 2004 | 10-а |                                                            | • Джонні Депп — фільм «Пірати Карибського моря: Прокляття "Чорної перлини"» |
| 2004 | 10-а | • Пітер Дінклейдж — фільм «Станційний доглядач»            |                                                                             |
| 2004 | 10-а | • Бен Кінґслі — фільм «Будинок з піску і туману»           |                                                                             |
| 2004 | 10-а | • Білл Мюррей — фільм «Труднощі перекладу»                 |                                                                             |
| 2004 | 10-а | • Шон Пенн — фільм «Таємнича річка»                        |                                                                             |
| 2005 | 11-а |                                                            | • Джеймі Фокс — фільм «Рей»                                                 |
| 2005 | 11-а | • Дон Чідл — фільм «Готель «Руанда»»                       |                                                                             |
| 2005 | 11-а | • Джонні Депп — фільм «Чарівна країна»                     |                                                                             |
| 2005 | 11-а | • Леонардо ДіКапріо — фільм «Авіатор»                      |                                                                             |
| 2005 | 11-а | • Пол Джіаматті — фільм «На узбіччі»                       |                                                                             |
| 2006 | 12-а |                                                            | • Філіп Сеймур Гоффман — фільм «Капоте»                                     |
| 2006 | 12-а | • Рассел Кроу — фільм «Нокдаун»                            |                                                                             |
| 2006 | 12-а | • Гіт Леджер — фільм «Горбата гора»                        |                                                                             |
| 2006 | 12-а | • Хоакін Фенікс — фільм «Переступити межу»                 |                                                                             |
| 2006 | 12-а | • Девід Стретейрн — фільм «Добраніч і хай вам щастить»     |                                                                             |
| 2007 | 13-а |                                                            | • Форест Вітакер — фільм «Останній король Шотландії»                        |
| 2007 | 13-а | • Леонардо ДіКапріо — фільм «Кривавий діамант»             |                                                                             |
| 2007 | 13-а | • Раян Ґослінг — фільм «Напів-Нельсон»                     |                                                                             |
| 2007 | 13-а | • Пітер О'Тул — фільм «Венера»                             |                                                                             |
| 2007 | 13-а | • Вілл Сміт — фільм «У гонитві за щастям»                  |                                                                             |
| 2008 | 14-а |                                                            | • Деніел Дей-Льюїс — фільм «Нафта»                                          |
| 2008 | 14-а | • Джордж Клуні — фільм «Майкл Клейтон»                     |                                                                             |
| 2008 | 14-а | • Раян Ґослінг — фільм «Ларс і справжня дівчина»           |                                                                             |
| 2008 | 14-а | • Еміль Гірш — фільм «В диких умовах»                      |                                                                             |
| 2008 | 14-а | • Вігго Мортенсен — фільм «Порок на експорт»               |                                                                             |
| 2009 | 15-а |                                                            | • Шон Пенн — фільм «Гарві Мілк»                                             |
| 2009 | 15-а | • Річард Дженкінс — фільм «Відвідувач»                     |                                                                             |
| 2009 | 15-а | • Френк Ланджелла — фільм «Фрост проти Ніксона»            |                                                                             |
| 2009 | 15-а | • Бред Пітт — фільм «Загадкова історія Бенджаміна Баттона» |                                                                             |
| 2009 | 15-а | • Міккі Рурк — фільм «Реслер»                              |                                                                             |

### 2010–ті
| Рік  | Ном. | Фотографії лауреатів                                     | Лауреати та номінанти                                   |
| ---- | ---- | -------------------------------------------------------- | ------------------------------------------------------- |
| 2010 | 16-а |                                                          | • Джефф Бріджес — фільм «Божевільне серце»              |
| 2010 | 16-а | • Джордж Клуні — фільм «Вище неба»                       |                                                         |
| 2010 | 16-а | • Колін Ферт — фільм «Самотній чоловік»                  |                                                         |
| 2010 | 16-а | • Морган Фрімен — фільм «Нескорений»                     |                                                         |
| 2010 | 16-а | • Джеремі Реннер — фільм «Володар бурі»                  |                                                         |
| 2011 | 17-а |                                                          | • Колін Ферт — фільм «Король говорить!»                 |
| 2011 | 17-а | • Джессі Айзенберг — фільм «Соціальна мережа»            |                                                         |
| 2011 | 17-а | • Джефф Бріджес — фільм «Справжня мужність»              |                                                         |
| 2011 | 17-а | • Роберт Дюваль — фільм «Залягти глибше»                 |                                                         |
| 2011 | 17-а | • Джеймс Франко — фільм «127 годин»                      |                                                         |
| 2012 | 18-а |                                                          | • Жан Дюжарден — фільм «Артист»                         |
| 2012 | 18-а | • Деміан Бічір — фільм «Краще життя»                     |                                                         |
| 2012 | 18-а | • Джордж Клуні — фільм «Нащадки»                         |                                                         |
| 2012 | 18-а | • Леонардо ДіКапріо — фільм «Дж. Едгар»                  |                                                         |
| 2012 | 18-а | • Бред Пітт — фільм «Людина, яка змінила все»            |                                                         |
| 2013 | 19-а |                                                          | • Деніел Дей-Льюїс — фільм «Лінкольн»                   |
| 2013 | 19-а | • Джон Гоукс — фільм «Сурогат»                           |                                                         |
| 2013 | 19-а | • Дензел Вашингтон — фільм «Екіпаж»                      |                                                         |
| 2013 | 19-а | • Бредлі Купер — фільм «Збірка промінців надії»          |                                                         |
| 2013 | 19-а | • Г'ю Джекмен — фільм «Знедолені»                        |                                                         |
| 2014 | 20-а |                                                          | • Меттью Мак-Конагей — фільм «Далласький клуб покупців» |
| 2014 | 20-а | • Брюс Дерн — фільм «Небраска»                           |                                                         |
| 2014 | 20-а | • Чиветел Еджіофор — фільм «12 років рабства»            |                                                         |
| 2014 | 20-а | • Том Генкс — фільм «Капітан Філліпс»                    |                                                         |
| 2014 | 20-а | • Форест Вітакер — фільм «The Butler»                    |                                                         |
| 2015 | 21-а |                                                          | • Едді Редмейн — фільм «Теорія всього»                  |
| 2015 | 21-а | • Стів Карелл — фільм «Мисливець на лисиць»              |                                                         |
| 2015 | 21-а | • Бенедикт Камбербетч — фільм «Гра в імітацію»           |                                                         |
| 2015 | 21-а | • Джейк Джилленгол — фільм «Стерв'ятник»                 |                                                         |
| 2015 | 21-а | • Майкл Кітон — фільм «Бердмен»                          |                                                         |
| 2016 | 22-а |                                                          | • Леонардо Ді Капріо — фільм «Легенда Г'ю Гласса»       |
| 2016 | 22-а | • Браян Кренстон — фільм «Трамбо»                        |                                                         |
| 2016 | 22-а | • Джонні Депп — фільм «Чорна меса»                       |                                                         |
| 2016 | 22-а | • Майкл Фассбендер — фільм «Стів Джобс»                  |                                                         |
| 2016 | 22-а | • Едді Редмейн — фільм «Дівчина з Данії»                 |                                                         |
| 2017 | 23-а |                                                          | • Дензел Вашингтон — фільм «Паркани»                    |
| 2017 | 23-а | • Кейсі Аффлек — фільм «Манчестер біля моря»             |                                                         |
| 2017 | 23-а | • Ендрю Гарфілд — фільм «З міркувань совісті»            |                                                         |
| 2017 | 23-а | • Раян Гослінг — фільм «Ла-Ла Ленд»                      |                                                         |
| 2017 | 23-а | • Вігго Мортенсен — фільм «Капітан Фантастік»            |                                                         |
| 2018 | 24-а |                                                          | • Ґері Олдмен — фільм «Темні часи»                      |
| 2018 | 24-а | • Тімоті Шаламе — фільм «Назви мене своїм ім'ям»         |                                                         |
| 2018 | 24-а | • Джеймс Франко — фільм «Горе-творець»                   |                                                         |
| 2018 | 24-а | • Деніел Калуя — фільм «Пастка»                          |                                                         |
| 2018 | 24-а | • Дензел Вашингтон — фільм «Roman J. Israel, Esq.»       |                                                         |
| 2019 | 25-а |                                                          | • Рамі Малек — фільм «Богемна рапсодія»                 |
| 2019 | 25-а | • Крістіан Бейл — фільм «Влада»                          |                                                         |
| 2019 | 25-а | • Бредлі Купер — фільм «Народження зірки»                |                                                         |
| 2019 | 25-а | • Вігго Мортенсен — фільм «Зелена книга»                 |                                                         |
| 2019 | 25-а | • Джон Девід Вашингтон — фільм «Чорний куклукскланівець» |                                                         |

### 2020–ті
| Рік  | Ном. | Фотографії лауреатів                                    | Лауреати та номінанти                                       |
| ---- | ---- | ------------------------------------------------------- | ----------------------------------------------------------- |
| 2020 | 26-а |                                                         | • Хоакін Фенікс — фільм «Джокер»                            |
| 2020 | 26-а | • Крістіан Бейл — фільм «Аутсайдери»                    |                                                             |
| 2020 | 26-а | • Леонардо Ді Капріо — фільм «Одного разу в… Голлівуді» |                                                             |
| 2020 | 26-а | • Адам Драйвер — фільм «Шлюбна історія»                 |                                                             |
| 2020 | 26-а | • Тарон Еджертон — фільм «Рокетмен»                     |                                                             |
| 2021 | 27-а |                                                         | • Чедвік Боузман (посмертно) — фільм «Ма Рейні: мати блюзу» |
| 2021 | 27-а | • Різ Ахмед — фільм «Звук металу»                       |                                                             |
| 2021 | 27-а | • Ентоні Гопкінс — фільм «Батько»                       |                                                             |
| 2021 | 27-а | • Ґері Олдмен — фільм «Манк»                            |                                                             |
| 2021 | 27-а | • Стівен Ян — фільм «Мінарі»                            |                                                             |
| 2022 | 28-а |                                                         | • Вілл Сміт — фільм «Король Річард»                         |
| 2022 | 28-а | • Хав'єр Бардем — фільм «Бути Рікардо»                  |                                                             |
| 2022 | 28-а | • Бенедикт Камбербетч — фільм «У руках пса»             |                                                             |
| 2022 | 28-а | • Дензел Вашингтон — фільм «Макбет»                     |                                                             |
| 2022 | 28-а | • Ендрю Гарфілд — фільм «Тік-так, бум!»                 |                                                             |
| 2023 | 29-а |                                                         | • Брендан Фрейзер — фільм «Кит»                             |
| 2023 | 29-а | • Остін Батлер — фільм «Елвіс»                          |                                                             |
| 2023 | 29-а | • Колін Фаррелл — фільм «Банши Інішерина»               |                                                             |
| 2023 | 29-а | • Білл Наї — фільм «Жити»                               |                                                             |
| 2023 | 29-а | • Адам Сендлер — фільм «Дорога до НБА»                  |                                                             |
| 2024 | 30-а |                                                         | • Кілліан Мерфі — фільм «Оппенгеймер»                       |
| 2024 | 30-а | • Бредлі Купер — фільм «Маестро»                        |                                                             |
| 2024 | 30-а | • Колман Домінго — фільм «Растін»                       |                                                             |
| 2024 | 30-а | • Пол Джаматті — фільм «Залишенці»                      |                                                             |
| 2024 | 30-а | • Джеффрі Райт — фільм «Американське чтиво»             |                                                             |
| 2025 | 31-а |                                                         | • Тімоті Шаламе — фільм «Боб Ділан: Цілковитий незнайомець» |
| 2025 | 31-а | • Едрієн Броуді — фільм «Бруталіст»                     |                                                             |
| 2025 | 31-а | • Денієл Крейґ — фільм «Квір»                           |                                                             |
| 2025 | 31-а | • Колман Домінго — фільм «Сінг-Сінг»                    |                                                             |
| 2025 | 31-а | • Рейф Файнз — фільм «Конклав»                          |                                                             |

## Рекорди
| Номінація                                                         | Лідер                                                              | Лідер |
| ----------------------------------------------------------------- | ------------------------------------------------------------------ | ----- |
| Актор, який виграв найбільше премій                               | Деніел Дей-Льюїс (3 рази)                                          |       |
| Актор, номінований найбільшу кількість разів                      | Дензел Вашингтон (6 разів)                                         |       |
| Актор, номінований найбільшу кількість разів, але не одержав приз | Джордж Клуні, Бредлі Купер, Раян Гослінг, Вігго Мортенсен (3 рази) |       |
| Фільм з найбільшою кількістю номінантів                           | Втеча з Шоушенка (2 номінації)                                     |       |
| Найстарший переможець                                             | Дензел Вашингтон за фільм «Паркани» (62 років)                     |       |
| Найстарший номінант                                               | Ентоні Гопкінс за фільм «Батько» (83 роки)                         |       |
| Наймолодший переможець                                            | Тімоті Шаламе за фільм «Цілковитий незнайомець» (29 років)         |       |
| Наймолодший номінант                                              | Джеймі Белл за фільм «Біллі Елліот» (14 років)                     |       |